# لوك باركر
لوك باركر (27 سبتمبر 1983 - ) (بالإنجليزية: Luke Parker)‏ هو لاعب كريكت بريطاني.